# Schwarz In Schwarz
Schwarz In Schwarz est le onzième album studio du groupe Subway to Sally, sorti en 2011.

## Liste des chansons
1. Das Schwarze Meer - 5:37
2. Schlacht Die Glocken - 4:48
3. Kampfen Wir! - 3:58
4. Bis In Alle Ewigkeit - 3:49
5. Ins Dunkel - 5:56
6. Nichts Ist Fur Immer - 3:37
7. Wo Rosen Bluh'n - 5:51
8. Tausend Meilen - 5:21
9. Mir Allein - 4:57
10. Am Ende Des Wegs - 4:50
11. MMXII - 5:43

- Durée = 54:27